# Ali Laskri
Ali Laskri (en arabe : علي لعسكري, en kabyle : Σli Leɛskri) est un homme politique algérien, né  le 20 août 1955 à Chabet el Ameur en Algérie. Il est membre du FFS.

## Biographie
Ali Laskri est né en 1955 à Chabet el Ameur dans la wilaya de Boumerdès.
Il est titulaire d’un diplôme de post-graduation spécialisée en sciences de gestion et administration.
Ali Laskri est administrateur conseil à l’université M'Hamed Bougara de Boumerdès.

### Parcours politique
Ali Laskri a adhéré au Front des forces socialistes (FFS) en janvier 1990.
Durant son parcours militant, il a été élu président du conseil communal de Boumerdès le 12 juin 1990 puis membre du conseil national lors du premier congrès du parti en 1991.
Deux ans plus tard, en 1993, il a été élu coordinateur du FFS dans la wilaya de Boumerdès, alors qu’il occupait déjà le poste de chargé de l’organique au niveau de cette instance.
En 1997, il a été nommé secrétaire national chargé du monde du travail, un poste qu’il a quitté fin 1998.
A l’occasion de l’élection présidentielle du 15 avril 1999, Ali Laskri a occupé le poste de directeur de campagne de Hocine Aït Ahmed dans la wilaya de Boumerdès.
Lors du troisième congrès en 2000, il a été élu président de la commission organisation.
Il était également premier secrétaire fédéral de wilaya de Boumerdès.
En 2002, il a conduit la liste APW du FFS à wilaya de Boumerdès lors des élections locales. 
En 2003, il a été désigné secrétaire national chargé de la Solidarité avant d’être nommé premier secrétaire en 2004, un poste qu’il a occupé jusqu’en avril 2007. 
Il a été nommé premier secrétaire du FFS de 2011 à 2013.
Lors des Élections législatives algériennes de 2012, Ali Laskri a été élu comme député du FFS à l'Assemblée populaire nationale (APN) pour la wilaya de Boumerdès.
Il a été président de la commission stratégie politique du conseil national et membre du comité éthique jusqu'en 2013.
Le 17 mars 2019, à la suite des manifestations de 2019 en Algérie, il démissionne de son poste de député.

### Instance présidentielle du FFS
Ali Laskri est membre de l'Instance présidentielle du FFS depuis le cinquième congrès tenu en 2013.
Le Front des forces socialistes (FFS) avait élu le 25 mai 2013, au troisième et dernier jour des travaux de son 5e congrès, sa nouvelle direction formée d'une instance présidentielle composée de cinq membres que sont Mohand Amokrane Cherifi, Ali Laskri, Rachid Hallet, Aziz Baloul et Saïda Ichalamène. 
Les 1044 congressistes du parti avaient élu à la majorité écrasante, dans un vote à main levée, l'unique liste proposée à la candidature pour la constitution de l'instance présidentielle et comportant les noms cités, dont Ali Laskri.

### Vidéo
- [vidéo] « Table ronde du FFS sur le développement local », sur YouTube.